# Forever (singel Sandry)
Forever – utwór muzyczny niemieckiej piosenkarki Sandry wydany w 2001 roku.
Piosenkę napisali Peter Ries i Wolfgang Filz, a wyprodukowali Michael Cretu oraz Jens Gad. Jest ona utrzymana w konwencji ballady miłosnej. Nagranie zostało wydane jako singel jesienią 2001, zapowiadając siódmy studyjny album Sandry, The Wheel of Time, który ukazał się wiosną 2002. Singel spotkał się z niewielkim sukcesem na liście sprzedaży w Niemczech.

## Lista utworów
- CD single

1. „Forever” (Radio Edit) – 3:45
2. „Forever” (Straight 4 U Radio Edit) – 3:31
3. „Forever” (Beatnik Club Mix) – 8:57
4. „Forever” (Straight 4 U Remix) – 5:43

## Pozycje na listach
| Lista                      | Najwyższa pozycja |
| -------------------------- | ----------------- |
| Niemcy (Media Control)     | 47                |
| Rumunia (Romanian Top 100) | 74                |